# Suzuki Across
La Suzuki Across è un'automobile con carrozzeria di tipo SUV a 5 porte, prodotta dalla casa automobilistica giapponese Suzuki in collaborazione con la Toyota a partire dal 2020.

## Profilo e contesto

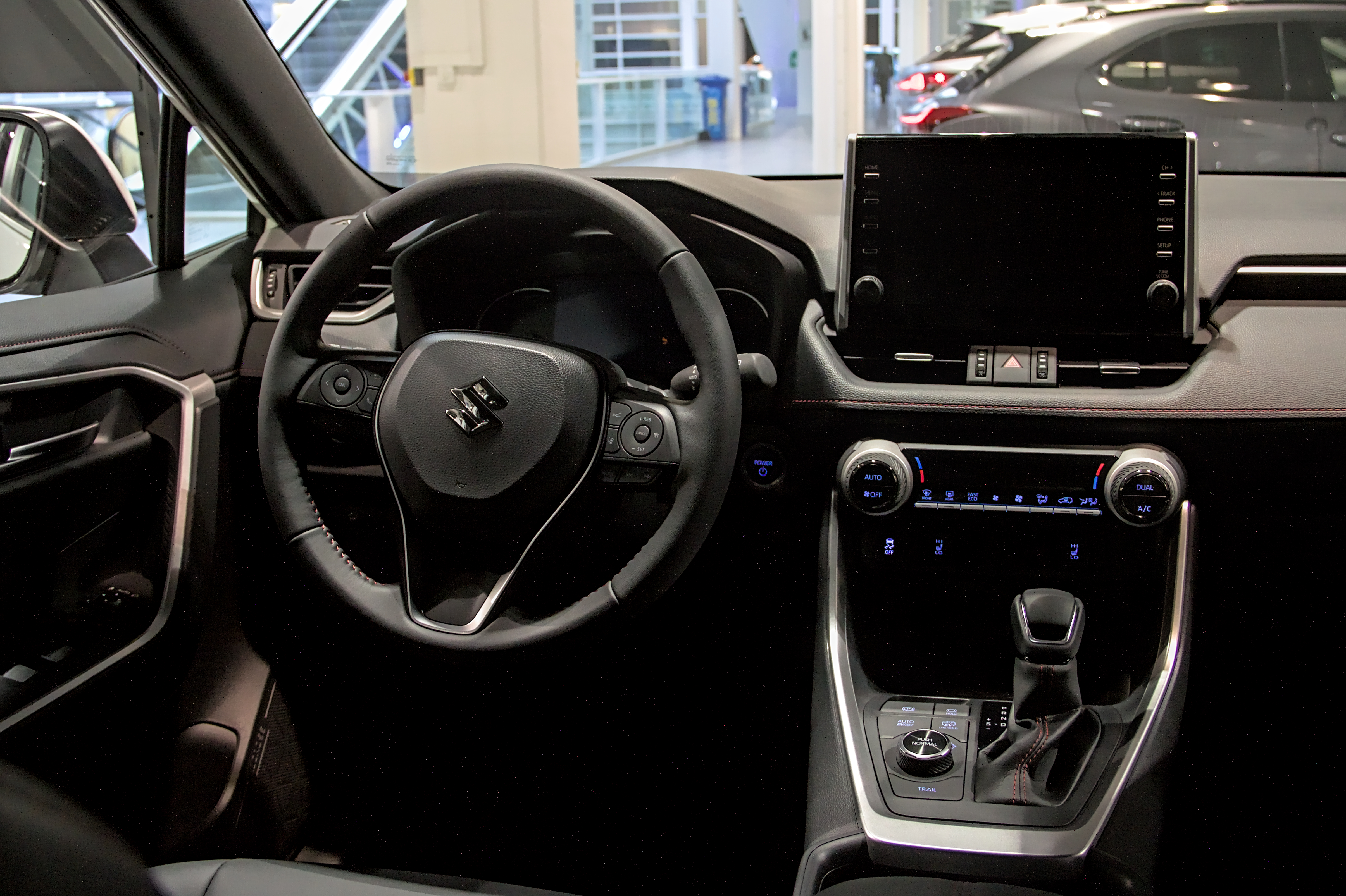
Interni

L'Across, che è stata presentata all'inizio di luglio 2020 per poi essere messa in vendita nell'autunno 2020, è un SUV di grandi dimensioni venduto esclusivamente per il mercato europeo; disponibile in un'unica versione ibrida plug-in, è la prima vettura della Suzuki ad adottare tale tipologia di motorizzazione.
La vettura è stata sviluppata e creata principalmente per evitare alla Suzuki di incorrere nelle sanzioni imposte dell'Unione europea sullo sforamento dei limiti di emissioni di CO2.

## Specifiche e motore
La vettura, che è anche il modello più potente realizzato dalla Suzuki, è alimentata da un motore a benzina da 2,5 litri a quattro cilindri in linea aspirato a ciclo Atkinson con 136 kW (185 CV), a cui è abbinato un sistema ibrido costituito da un motore elettrico posto sull'asse anteriore da 134 kW (182 CV) e un altro motore elettrico montato sull'asse posteriore da 40 kW (54 CV), formando così un sistema di trazione integrale senza l'ausilio di un albero di trasmissione che colleghi meccanicamente il motore termico alle ruote posteriori. La potenza totale a sistema è di 306 CV. La batteria agli ioni di litio posizionata sotto il pavimento, ha una capacità di 18,1 kWh e consente un'autonomia nella sola modalità elettrica di circa 75 km secondo il ciclo di omologazione WLTP e di circa 98 km un quello urbat. La velocità massima è limitata elettronicamente a 180 km/h, mentre il vano bagagli ha una capacità di 490 litri.
Inoltre l'Across è dotata di sistema di assistenza alla guida di livello 2, che utilizzando una telecamera monoculare con una portata fino a 50 metri e un radar a onde millimetriche, è in grado di rilevare la linea bianca di mezzeria, i segnali stradali, la luce dei fanali di altre autovetture, altri utenti della strada come veicoli a motore oppure ciclisti o pedoni.
Ad inizio 2022 la vettura subisce un piccolo aggiornamento, che porta alcune migliorie tra cui un caricabatterie di bordo con potenza di carica pari a 6 kW anziché dei precedenti 3 kW, che permettono di ricercare le batterie in circa 2 ore invece che di 5. Altre modifiche hanno interessato il sistema d'illuminazione, con i fendinebbia che dalle precedenti lampadine alogene sono state sostituite con dei diodi a LED, mentre negli interni sono stati aggiunti altre luci di cortesia.

## Dati tecnici
|                                                    | 2.5 ibrido plug-in                  |
| Produzione                                         | dal 10/2020                         |
| Caratteristiche                                    |                                     |
| Motorizzazione                                     | Motore benzina + 2 motori elettrici |
| Alimentazione                                      | iniezione diretta                   |
| Cilindrata                                         | 2487 cm³                            |
| Rapporto di compressione                           | 14,0:1                              |
| Motore a benzina                                   | 136 kW (185 CV) a 6000 giri/min     |
| Motore elettrico anteriore                         | 134 kW (182 CV)                     |
| Motore elettrico posteriore                        | 40 kW (54 CV)                       |
| Potenza complessiva                                | 225 kW (306 CV)                     |
| Motore a benzina                                   | 227 Nm a 3600 giri/min              |
| Motore elettrico anteriore                         | 270 Nm                              |
| Motore elettrico posteriore                        | 121 Nm                              |
| Trasmissione                                       |                                     |
| Trazione                                           | Integrale                           |
| Cambio                                             | CVT a variazione continua           |
| Dati tecnici                                       |                                     |
| Peso a vuoto                                       | 2015 kg                             |
| Carico utile massimo                               | 495 kg                              |
| Velocità massima                                   | 180 km/h                            |
| Accelerazione (0-100 km/h)                         | 6,0 s                               |
| Consumo di carburante per 100 km (ciclo combinato) | 1,2 litri                           |
| Emissioni di CO2                                   | 26 g/km (NEFZ) 22 g/km (WLTP)       |
| Serbatoio                                          | 55 litri                            |
| Batteria                                           | Ioni di litio da 18,1 kWh           |
| Autonomia in elettrico                             | 75 km (WLTP)                        |
| Normativa sulle emissioni                          | Euro 6d                             |